# Pterocarya stenoptera
Espèce
Classification phylogénétique
Le Ptérocaryer de Chine ou Noyer de Chine, Pterocarya stenoptera, signifiant en français « aux noix à ailes étroites », est une espèce d'arbre à port étalé de la famille des Juglandaceae.
Ses feuilles sont composées pennées, longues de 30 à 40 cm. Les 15 à 21 folioles sont oblongues, vert vif (la foliole terminale est souvent absente). La nervure médiane présente des ailes.
À Paris, des exemplaires centenaires peuvent être observés au jardin écologique du jardin des plantes, au jardin des serres d'Auteuil et dans le parc Montsouris.

## Caractéristiques

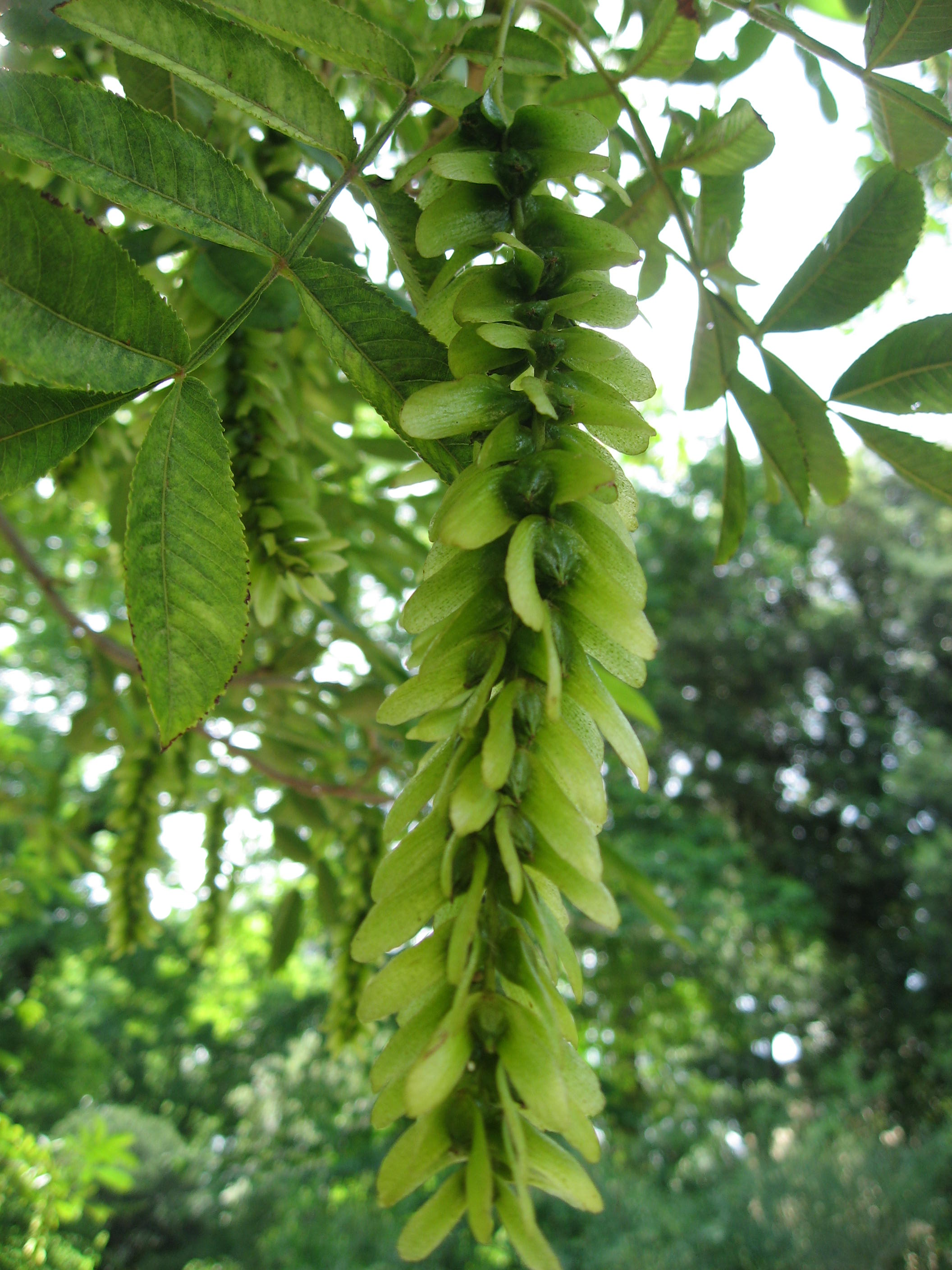
Fruits

Silhouette : c'est un arbre vigoureux au port assez étalé, avec souvent un tronc court. Le houppier est clair et laisse passer la lumière, il est nettement moins dense et moins vert que celui du ptérocaryer du Caucase. Il n'est pas drageonnant. Il atteint 25 m de haut pour 15 m de largeur.
Fructification : en été il produit des épis pendants de petits fruits verts ailés. Ces épis sont longs de 20 à 30 cm. Ils sont bien moins longs que ceux du ptérocaryer du Caucase. 
Feuilles : les feuilles sont également moins grandes avec moins de folioles qui sont plus espacés et plus courts. Mais elles se distinguent avant tout par leur rachis nettement ailé.
Rameaux : poils bruns sur les rameaux.
Origine : Chine
Rusticité : très bonne.